# Bélgica nos Jogos Olímpicos de Inverno de 2010

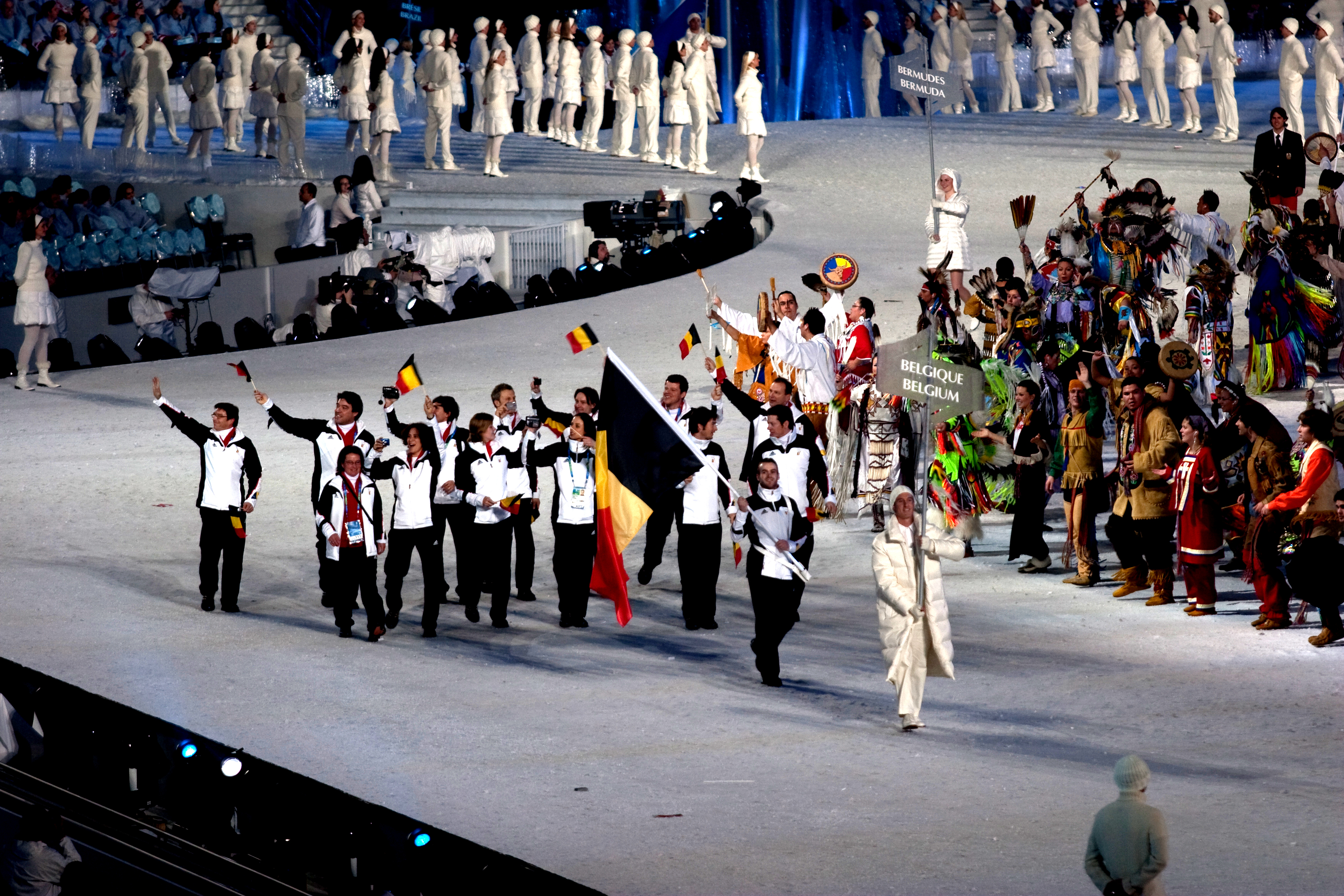
Delegação belga durante a cerimônia de abertura.

A Bélgica participou dos Jogos Olímpicos de Inverno de 2010, realizados na cidade de Vancouver, no Canadá. Foi a décima nona aparição do país em Olimpíadas de Inverno.

## Desempenho

### Bobsleigh
Feminino
| Atleta                         | Evento | Final      | Final      | Final      | Final      | Final   | Final |
| Atleta                         | Evento | 1ª corrida | 2ª corrida | 3ª corrida | 4ª corrida | Total   | Pos.  |
| ------------------------------ | ------ | ---------- | ---------- | ---------- | ---------- | ------- | ----- |
| Eva Willemarck Elfje Willemsen | Duplas | 54.27      | 54.40      | 54.64      | 54.17      | 3:37.48 | 14º   |

### Esqui alpino
Feminino
| Atleta       | Evento | Corrida 1 | Corrida 2 | Total   | Pos. |
| ------------ | ------ | --------- | --------- | ------- | ---- |
| Karen Persyn | Slalom | 54.09     | 53.87     | 1:47.96 | 27º  |

Masculino
| Atleta                 | Evento | Corrida 1 | Corrida 2 | Total   | Pos. |
| ---------------------- | ------ | --------- | --------- | ------- | ---- |
| Bart Mollin            | Slalom | DNF       | DNF       | DNF     | DNF  |
| Jeroen van den Bogaert | Slalom | 53.99     | 54.57     | 1:48.56 | 34º  |

### Patinação artística
| Atleta               | Evento               | Programa curto | Programa curto | Programa longo | Programa longo | Total       | Total       |
| Atleta               | Evento               | Pontos         | Pos.           | Pontos         | Pos.           | Pontos      | Pos.        |
| -------------------- | -------------------- | -------------- | -------------- | -------------- | -------------- | ----------- | ----------- |
| Isabelle Pieman      | Individual feminino  | 46.10          | 25º            | Não avançou    | Não avançou    | Não avançou | Não avançou |
| Kevin van der Perren | Individual masculino | 72.90          | 12º            | 116.94         | 18º            | 189.84      | 17º         |

### Patinação de velocidade em pista curta
Masculino
| Atleta       | Evento      | Preliminar | Preliminar | Quartas     | Quartas     | Semifinal   | Semifinal   | Final            | Final       |
| Atleta       | Evento      | Tempo      | Pos.       | Tempo       | Pos.        | Tempo       | Pos.        | Tempo            | Pos         |
| ------------ | ----------- | ---------- | ---------- | ----------- | ----------- | ----------- | ----------- | ---------------- | ----------- |
| Pieter Gysel | 500 metros  | 42.443     | 2º         | 41.980      | 4º          | Não avançou | Não avançou | Não avançou      | Não avançou |
| Pieter Gysel | 1000 metros | 1:25.613   | 19º        | Não avançou | Não avançou | Não avançou | Não avançou | Não avançou      | Não avançou |
| Pieter Gysel | 1500 metros | 2:18.560   | 2º         |             |             | 2:16.249    | 4º          | Final B 2:18.773 | 9º          |

Legenda
| Recorde mundial      | Recorde mundial (World record)               |                       | Recorde africano                      | Recorde africano (African) |                                           | Q | Classificado por posição (Qualified) |
| Recorde olímpico     | Recorde olímpico (Olympic record)            | Recorde da América    | Recorde da América (Americas)         | q                          | Classificado por melhor tempo (Qualified) |   |                                      |
| Melhor marca do ano  | Melhor marca do ano (World leading)          | Recorde asiático      | Recorde asiático (Asian)              | DNS                        | Não largou (Did not start)                |   |                                      |
| Recorde nacional     | Recorde nacional (National record)           | Recorde europeu       | Recorde europeu (European)            | DNF                        | Não terminou (Did not finish)             |   |                                      |
| Recorde pessoal      | Recorde pessoal do atleta (Personal best)    | Recorde da Oceania    | Recorde da Oceania (Oceania)          | DSQ / DQ                   | Desclassificado (Disqualified)            |   |                                      |
| Recorde da temporada | Recorde da temporada do atleta (Season best) | Recorde sul-americano | Recorde sul-americano (South America) | NM                         | Sem marca (No mark)                       |   |                                      |